# Малайски език
Малайският език (Bahasa Melayu) е австронезийски език, говорен от около 290 млн. души в Бруней, Индонезия, Малайзия и Сингапур.
Той има официален статут в Бруней, Индонезия, Малайзия и Сингапур. Говори се от 290 милиона души около пролива Малака, включително бреговете на Малайския полуостров на Малайзия и източното крайбрежие на Суматра в Индонезия и е създаден като родния език на част от западния крайбрежен район Саравак и запад Калимантан в Борнео. Той се използва и като търговски език в южните Филипини, включително южните части на полуостров Замбоанга, архипелага „Сулу“ и населените предимно с мюсюлмани общини Батараза и Балабак в Палаван.